# Michael Mark Woolfson
Michael Mark Woolfson (9. ledna 1927 – 23. prosince 2019) byl britský fyzik a astrofyzik zabývající se především vznikem a vývojem planet a hvězd, rentgenovou krystalografií a biofyzikou. Byl emeritním profesorem teoretické fyziky na Univerzitě v Yorku a členem Mezinárodní astronomické unie.
Roku 1964 se zabýval vývojem sluneční soustavy a navrhl tzv. teorii zachycení, kterou se snažil nahradit mlhovinovou hypotézu (podle níž Slunce a planety vznikly gravitačním kolapsem molekulárního mračna), v té době většinou astronomů zavrhovanou. Podle Woolfsonovy teorie stály za vznikem planet slapové interakce mezi Sluncem a nějakou blízko procházející protohvězdou. Slunce podle Woolfsona mohlo zachytit část materiálu z řídké atmosféry protohvězdy a z tohoto materiálu by se pak mohly vytvořit současné planety. V 90. letech 20. století však mlhovinová hypotéza zažila svůj návrat, způsobený zejména astronomickými pozorováními extrasolárních planetárních systémů v různé fázi vývoje, které odpovídaly jejím předpovědím.